# Gentil Ferreira Viana
Gentil Ferreira Viana (1935 - 23 de fevereiro de 2008) foi um militar angolano.
Fundou com outros separatistas o Movimento Popular de Libertação de Angola (MPLA). Em 1974, ele e Joaquim Pinto de Andrade deixaram o MPLA e criaram o movimento Activa Revolta; Ambos os homens morreram no mesmo dia em 2008.